# Kapelle Bergen (Grabenstätt)

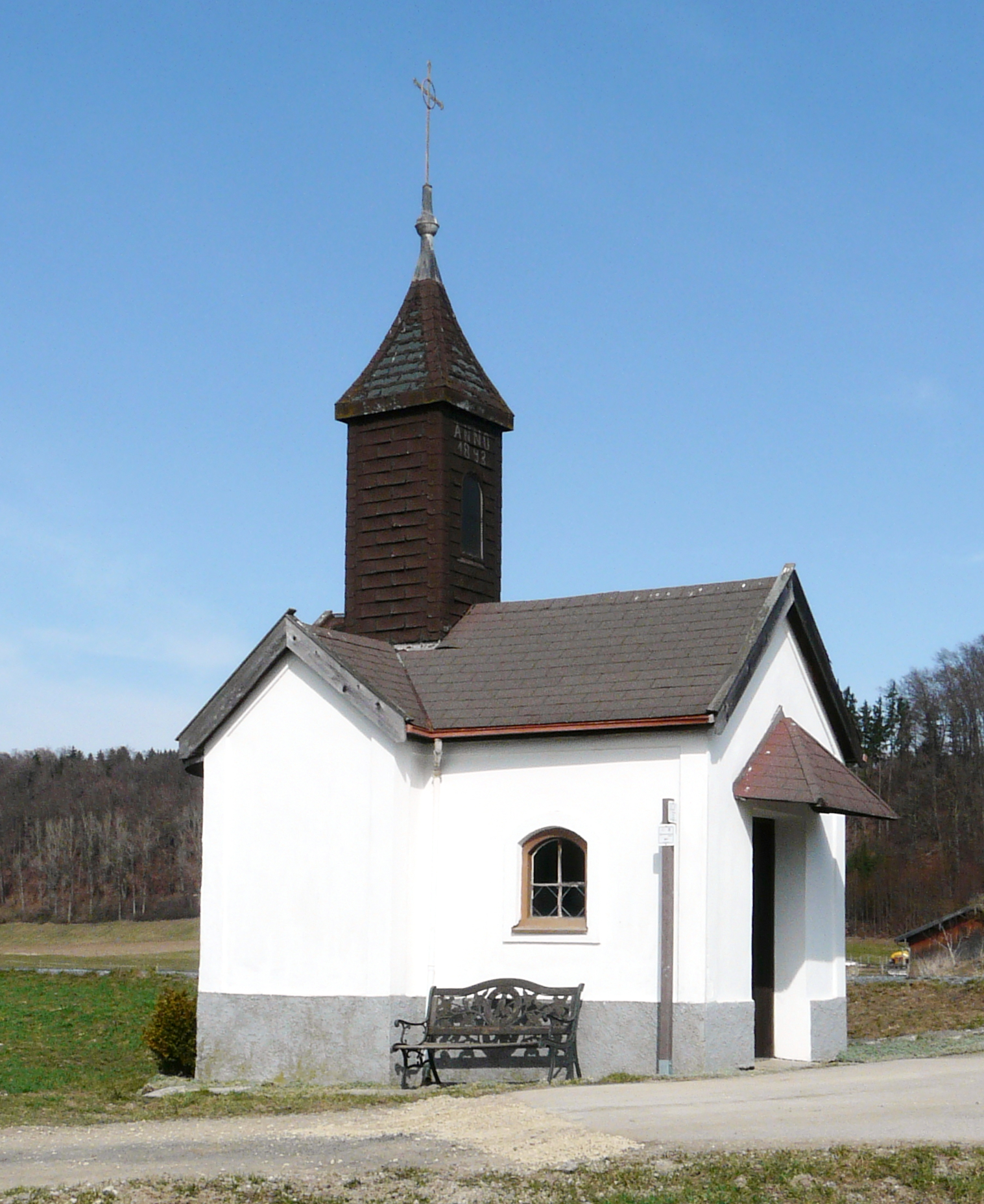
Kapelle in Bergen

Die katholische Kapelle in Bergen, einem Gemeindeteil von Grabenstätt im oberbayerischen Landkreis Traunstein, wurde 1893 errichtet. Die Kapelle, südlich des Weilers an der Landstraße nach Traunstein, ist ein geschütztes Baudenkmal.
Der kleine Rechteckbau mit kreuzförmigem Grundriss und Dachreiter besitzt eine halbrunde Apsis. Im Inneren wurde eine Lourdesgrotte eingerichtet.